# Estación de Bríncola
Bríncola (en euskera y según Adif Brinkola o Brinkola - Oñati) es un estación ferroviaria situada en el municipio español de Legazpia, en el barrio de Bríncola, en la provincia de Guipúzcoa, comunidad autónoma del País Vasco.
Hacia el sur es la última estación de la línea C-1 de la red de Cercanías San Sebastián operada por Renfe.

## Situación ferroviaria
La estación se encuentra en el punto kilométrico 557,059 de la línea férrea de ancho convencional que une Madrid con Hendaya, a 475,60 metros de altitud. El tramo es de vía doble y está electrificado.

## Historia
La estación fue inaugurada el 20 de agosto de 1864 con la puesta en marcha del tramo Alsasua (Olazagoitia) – Beasáin de la línea radial Madrid-Hendaya. Su explotación inicial quedó a cargo de la Compañía de los Caminos de Hierro del Norte de España, quien mantuvo su titularidad hasta que en 1941 fue nacionalizada e integrada en la recién creada RENFE. Desde el 31 de diciembre de 2004 Renfe Operadora explota la línea mientras que Adif es la titular de las instalaciones ferroviarias.

## La estación
Bríncola es una pequeña estación que conserva su reducido edificio para viajeros. Se compone de dos andenes, uno lateral, y otro central al que acceden tres vías. El andén central, de reducidas dimensiones, carece de protección para los viajeros, y además está en curva y en desnivel. Los cambios de vía se realizan a nivel (salen los cercanías en vía 4, hasta que pasa a la 2 y luego a la 1).

## Servicios ferroviarios

### Cercanías
Los trenes de cercanías de la línea C-1 son los únicos que se detienen en la estación.